# Radio ZuSa
Radio ZuSa est une radio associative locale dans le nord-est de la Basse-Saxe, entre Uelzen et Lunebourg. Elle est diffusée sur trois fréquences (Lunebourg : 95,5 MHz, Uelzen : 88,0 MHz, Lüchow-Dannenberg : 89,7 MHz) dans la lande de Lunebourg, l'Elbmarsch et le Wendland.

## Histoire
Radio ZuSa est issu du projet pilote du Landesmedienanstalt pour plus d'informations locales sur la radio et un programme radio conçu par les citoyens eux-mêmes. La transmission et les informations sont assurées d'abord par NDR 2 puis en 2002 par Deutschlandfunk Kultur. un troisième studio ouvre à Lüchow en 2002 pour plus d'émissions et une plus grande couverture puis est installé en 2007 à Danneberg.
Plus de 400 000 personnes peuvent recevoir Radio ZuSa : en 2006, selon un sondage TNS Emnid, 85,6% des habitants de la région connaissent la station et 68,3 % l'ont déjà écoutée.

### Source de la traduction
- (de) Cet article est partiellement ou en totalité issu de l’article de Wikipédia en allemand intitulé « Radio ZuSa » (voir la liste des auteurs).